# أرك هولدينجز
أرك هولدينجز هي الشركة القابضة لمجموعة أرك، وهي متخصصة في تصميم وتصنيع أدوات المائدة الزجاجية. تقوم مجموعة أرك بتسويق مجموعاتها في فرنسا وتصديرها إلى الخارج تحت العلامات التجارية المسجلة لومينارك وأركوبال وكريستال داركيس باريس وأركوروك وشيف&سوميلير. كما أنها تصمم منتجات للعلامات التجارية الخاصة وأسواق بي2بي.

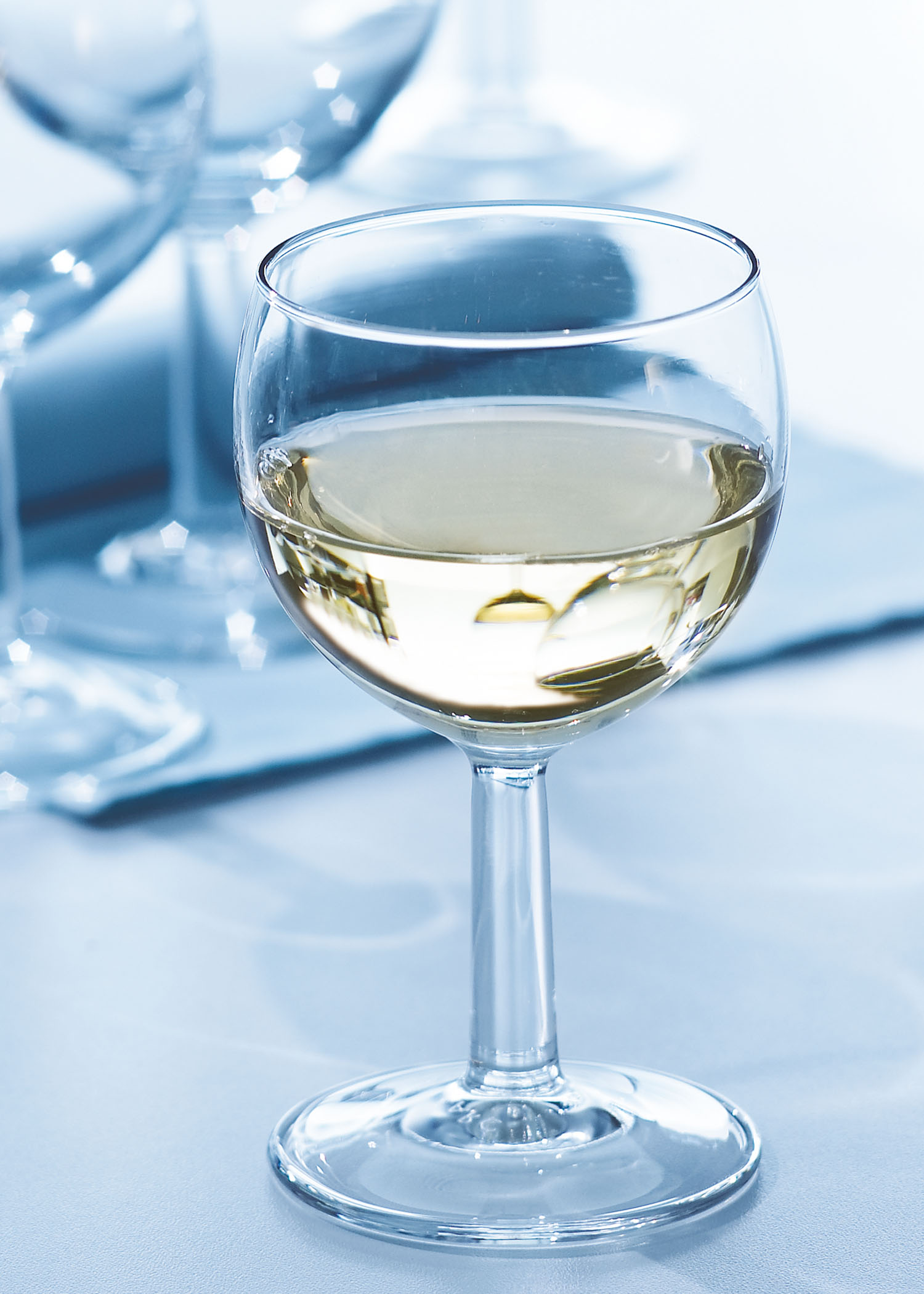
بالون الزجاج من منتجات أرك

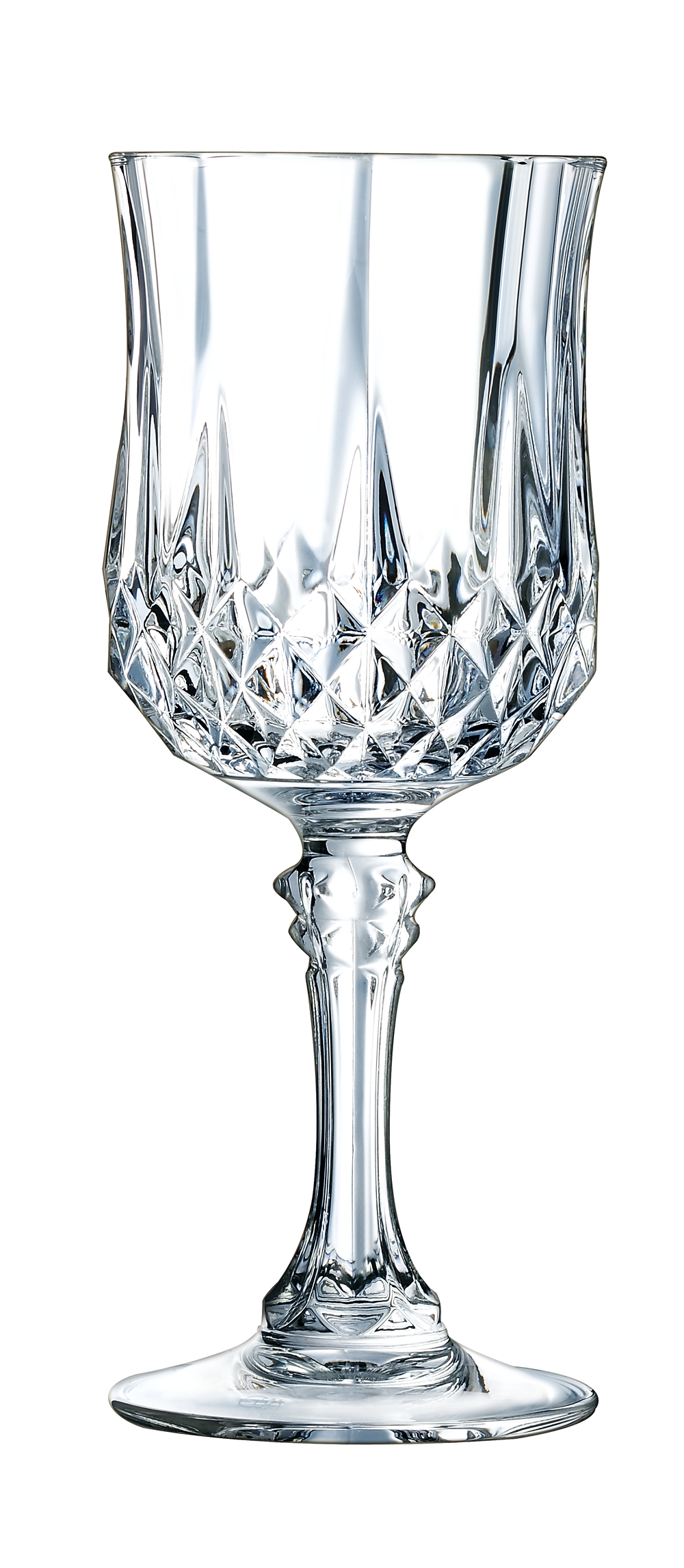
ستيمواري لونجشامب - من منتجات (كريستال دارك)

## المنافسين الرئيسيين
- بورميولي روكو (إيطاليا)، إيراداتها 554 مليون يورو في عام 2011 وأكثر من 2500 موظف.
- ليبي (الولايات المتحدة الأمريكية)، إيرادات 540 مليون يورو في عام 2009 و6800 موظف.
- باساباتشه (تركيا) إيراداتها 480 مليون يورو عام 2009 و5800 موظف.
- مجموعة مصانع مقصود (إيران) 3000 موظف.
- مجموعة كاوه الصناعية للزجاج (إيران)، 8000 موظف وأكثر من 20 مصنعًا.
- فيكريلا للصناعات الزجاجية أس أل يو (إسبانيا)، إيرادات 25 مليون يورو.